# ガールズラジオデイズ
ガールズラジオデイズとは、中日本高速道路株式会社と株式会社ドワンゴの共同制作による日本のインターネットラジオ番組。公式略称は「ガルラジ」。5チーム14人の女の子が繰り広げる音声コンテンツである。ニコニコ生放送・ニコニコ動画をメインプラットフォームとして2018年12月14日より配信されている。

## あらすじ
中部地方のサービスエリアに設置されたミニFM局で、地元の女の子たちがパーソナリティを務めるラジオ番組が人気を競う「ガールズラジオプロジェクト」。人気の無い番組は放送終了となる（1stシーズン）。

## 登場人物

### チーム岡崎
同じ高校の放送部員で、高校2年生(2ndシーズンからは3年生)の3人によるチーム。
ラジオの番組名は、「こちら、オカジョ放送部」。スタジオ所在地は、愛知県岡崎市・NEOPASA岡崎。
二兎 春花（にと はるか)
声 - 本渡楓
誕生日は7/1(蟹座)。高校生(2年生→3年生)。愛知県岡崎市出身。好きなものは豆腐（食べ物は何でも好き）
萬歳 智加（ばんざい ちか）
声 - 瀬戸ひかり
誕生日は12/11(射手座)。高校生(2年生→3年生)。愛知県岡崎市出身。好きなものは甘いモノ全般。
桜泉 真維（おおいずみ まい）
声 - 野村麻衣子
誕生日は3/24(牡牛座)。高校生(2年生→3年生)。愛知県岡崎市出身（生まれは山口県出身。6歳の時に岡崎市に）。好きなものはかわいいもの（ぬいぐるみなど。隠しているが少女趣味）。

### チーム富士川
番組名は、「FUJIKAWA STATION」→「TEAM FUJIKAWA RADIO」(2ndシーズンから)。スタジオ所在地は、静岡県富士市・EXPASA富士川。
年魚市 すず（あゆち すず）
声 - 春野杏
誕生日は2/11(水瓶座)。高校生(2年生→3年生)。愛知県岡崎市出身。好きなものは作詞。
白糸 結（しらいと ゆい）
声 - 新田ひより
誕生日は3/9(魚座)。高校生(1年生→2年生)。静岡県富士市出身。好きなものは散歩、甘味(緑色のもの)
金明 凪紗（きんめい なぎさ）
声 - 山北早紀
誕生日は9/20(乙女座)。大卒後、フリーターへ（ガルラジに可能性を感じ賭けている）。静岡県富士市出身。好きなものはビール。

### チーム双葉
番組名は、「たまささsistersのごきげんラジオ」。スタジオ所在地は、山梨県甲斐市・双葉サービスエリア。
玉笹 彩美（たまささ あやみ）
声 - 柴田芽衣
誕生日は6/22（蟹座）。ニート。2ndからはフリーターに社会復帰。山梨県甲斐市出身。好きなものは音楽(ロック、ポップス系)。動物（アレルギーがあるけど好き）。
玉笹 彩乃（たまささ あやの）
声 - 篠原侑
誕生日は6/22（蟹座）。大学生(1年生→2年生)。山梨県甲斐市出身。好きなものは音楽(クラシック系)。動物(もふもふ)。
玉笹 花菜（たまささ かな）
声 - 赤尾ひかる
誕生日は5/23(双子座)。小学6年生→中学1年生。山梨県甲斐市出身。好きなものは勉強。

### チーム徳光
番組名は、「はっぴー×2れいでぃお」→「手取川海瑠の週末ラジオ」(1stシーズン3回から)→「海瑠＆文音のマンデーラジオ」(2ndシーズンから)。スタジオ所在地は、石川県白山市・徳光パーキングエリア。
手取川 海瑠（てどりがわ みるう）
声 - 長縄まりあ
7/26(獅子座)。中学生(2年生→3年生)。石川県白山市出身。好きなものは変わったもの（その時々で違う、移り気）。
吉田 文音（よしだ あやね）
声 - 河瀬茉希
誕生日は8/31(乙女座)。フリーター。石川県白山市出身。好きなものはバイク。

### チーム御在所
番組名は、「ラジオ カグラヤ怪奇探偵団」。スタジオ所在地は、三重県四日市市・EXPASA御在所。
神楽 菜月（かぐら なつき）
声 - 小澤亜李
誕生日は5/5（牡牛座）。小学6年生→中学1年生。三重県四日市市出身。好きなものはUMA。
穂波 明莉（ほなみ あかり）
声 - 佳村はるか
誕生日は4/1（牡羊座）。高校生（1年生→2年生）。三重県四日市市出身。好きなものは怪奇現象(幽霊とか)。
徳若 実希（とくわか みき）
声 - 松田利冴
誕生日は10/10（天秤座）。大学生（1年生→2年生）。兵庫県出身。好きなものは風水。

## 小説
原作・多宇部貞人による小説「ガールズ ラジオ デイズ」（ガルラジ）
ラジオ番組だけではわからない日常や、ガルラジの根幹について書かれている。niconicoガルラジチャンネルにて公開されている。
2020年2月25日に、2ndシーズン後のストーリーが加筆された電子書籍が発売された。

## コミック
冬野みかん（漫画）、
IIV（ドワンゴ）（原案）、
多宇部貞人（原作）、
Mika Pikazo（キャラクターデザイン）によるコミック
- ガールズ ラジオ デイズ たまささsistersの日常（2019年9月27日） ISBN 978-4-04912-767-6[4]

ガルラジ「チーム双葉」によるにぎやか三姉妹の青春物語